# Cnemidaria decurrens
El helecho arborescente (Cnemidaria decurrens) es una especie de la familia de los helechos arborescentes (Cyatheaceae), dentro del orden Cyatheales en lo que comúnmente llamamos helechos. No se encontraron datos sobre el origen del nombre genérico. Se le considera algunas veces como sinónimo de Cyathea decurrentiloba Domin.

## Clasificación y descripción
Planta perteneciente la familia Cyatheaceae. Planta terrestre, tallos rectos, erectos de hasta 50 cm de alto; frondas de 2 a 3 m de largo formando una corona compacta; peciolos armados con espinas cortas; láminas unipinnadas, raquis alado; pinnas enteras a crenadas, angostamente lanceoladas, ápices gradualmente pinnatífidos, sésiles o subsésiles, láminas glabras en ambas superficies; venas formando areolas costales, otras libres; soros mediales en las venas, indusio, delgado, café, pequeño, a un lado de la base del soro.

## Distribución
En México se distribuye en Chiapas, Oaxaca y Veracruz; ocurre también en Guatemala y Honduras.

## Ambiente terrestre
Habita en bosques húmedos de montaña, entre los 100 y 1350 m s. n. m.

## Estado de conservación
Se encuentra listada en la NOM-059-SEMARNAT-2010 en la categoría Sujeta a "Protección Especial" (Pr). En la Unión Internacional para la Conservación de la Naturaleza    (UICN) aparece bajo la categoría de No Evaluada (NE). No se encuentra listada en Apéndices de la CITES (Convención sobre el Comercio Internacional de Especies Amenazadas de Fauna y Flora Silvestres).